# Театр «Домініон»
Театр «Домініон» (англ. Dominion Theatre) — театр на Тоттенхем-Корт-Роуд у Вест-Енді (Лондон), поблизу від площі Св. Джайлза і будівлі «Центр-Поінт».

## Історія
Будівля театру була побудована в 1928-1929 роках за проєктом архітекторів Вільяма і Томаса Мілбурнів. Конструкція виконана зі сталі та бетону. Спочатку приміщення призначалося тільки для театральних постановок, але після тимчасового закриття театру на початку 1930-х років його було додатково обладнано для показу кінофільмів. Театр був побудований на місці колишньої пивоварні, яка стала причиною Пивної повені.
Попри велику місткість (2 858 місць у 1940 році), театр не відчував проблем із заповненням завдяки вдалому розташуванню поблизу перетину Черінг-Крос-Роуд, Оксфорд-стріт та Тоттенгем-Корт-Роуд. Робота кінотеатру була припинена під час Лондонського бліца на початку жовтня 1940 року, але вже 12 січня 1941 він відновив свою роботу. Після війни співпрацював з театром «Нова Вікторія», майже без змін демонструючи прокатну програму компанії «Gaumont British» в рамках тижнів передпоказів. У грудні 1956 компанія «Rank» вперше розглянула можливість знову на постійній основі використовувати сцену «Домініон» для спектаклів і включила в бюджет компанії статті на відповідну реконструкцію театру. Перша велика постановка під назвою «Шоу Джуді Гарленд» відбулася восени 1956 року, втім решту часу кінотеатр працював у звичайному для себе режимі, на показ кінострічок. 15 червня 1957 був закритий театральний буфет.
Незабаром в театрі була встановлена нова система «Todd AO», що містила два проєктори Phillips 70mm / 35mm та стереофонічний звук. Це дозволило крутити як звичайні, так і широкоекранні стрічки. Кількість місць було зменшено до 1654 з відмовою від верхньої галереї.
Оновлення репертуару ознаменував показ фільму «Саут Пасифік», який залишався на екрані рекордну кількість часу, а саме 4 роки й 22 тижні, з 21 квітня 1958 по 30 вересня 1962 року.
Семьюел Голдвін понад три роки чекав можливості поставити на сцені «Домініону» «Поргі і Бесс», але успіх «Саут Пасифік» так і не дав йому цього зробити. Наступною популярною стрічкою стала «Клеопатра», прем'єра якої відбулася в серпні 1963 року, але слава «кінотеатру мюзиклів» закріпилася за «Домініоном» після появи «Звуків музики» (на екрані з 29 березня 1965 по 30 червня 1968 року). «Зірка», що надійшла в прокат після поновлення театру 18 липня 1968 року, в «Домініон» виявилася успішнішою, ніж в будь-якому іншому кінотеатрі. Втім, після закінчення в Голлівуді епохи мюзиклів, для театру «Домініон» настали складні часи. У програмі знову з'явилися вистави, і за винятком дводенної перерви на повторний показ фільму «Театральний фургон», з 8 листопада 1981 театр перейшов на показ виключно спектаклів. Іншим винятком стала прем'єра, спільно з «Odeon Leicester Square», «Повернення джедая» у 1983 році.
У 1980-ті роки театр став популярним концертним майданчиком. У 1982 році тут був записаний альбом «Logos» групи «Tangerine Dream», який містив, присвячену театру, композицію «Dominion». У середині 1980-х в «Домініон» був поставлений мюзикл «Час» (англ. Time), для якого була проведена значна реконструкція будівлі.
З початку 1990-х в театрі пройшли покази вистав «Бріолін», Scrooge: The Musical, «Лебедине озеро» у постановці Меттью Бурна, «Красуня і чудовисько», повторна постановка «Бріолін», «Собор Паризької Богоматері» та інші. У 1990 році недовгий час на сцені йшов мюзикл Bernadette The Musical Моріна і Гвіна Х'юза.
Також в 1990-ті «Домініон» кілька разів надавав свою сцену «Royal Variety Performance».

## Теперішній час
Нині, після закриття в кінці 1950-х років верхньої галереї, театр налічує 2182 місця. Освітлення збережено з 1920-х років.
За останні пару років в театрі впроваджено безліч інновацій. Проведена реставрація гримерок, замінено вікна (з повним збереженням зовнішнього вигляду). На місці адміністративних приміщень відновлений театральний буфет. Над головним фоє розміщена репетиційна студія. Оформлення входу в студію ретельно відновлено в первозданному вигляді, на черзі — реставрація головного фоє.
У студії вже проводилися прослуховування і репетиції декількох популярних вистав Вест-Енду, включаючи We Will Rock You, «Едвард Руки-ножиці», Les Miserables, «Кішки», National Tour, Hairspray і Zorro, що дозволяє говорити про неї, як про найбільш вдало розташованої репетиційної студії Лондона.
У 2002 році в театрі відбулася прем'єра мюзиклу We Will Rock You, заснованому на піснях гурту «Queen» і створеному гітаристом Браяном Меєм, ударником Роджером Тейлором і британським коміком Беном Елтоном. Шоу повинно було закритися в жовтні 2006 року, щоб відправитися на гастролі по Великій Британії, але на вимогу публіки залишилося в репертуарі театру на невизначений термін. На цю мить йде дев'ятий рік показу, що робить його самою довгоживучою постановкою «Домініону».
Щонеділі церква Хіллсонг-Лондон проводить в театрі чотири служби: о 10:30, 13:00, 15:30 і 18:00 за місцевим часом.

## Власність
За свою історію театр «Домініон» змінив декілька власників. З 1988 по 1999 рік ним управляли компанії Rank Organisation і Apollo Leisure. У 1999 році компанія Apollo Leisure була поглинена SFX Entertainment, яка, своєю чергою, у 2001 році була куплена компанією Clear Channel Entertainment, що входить в американську транснаціональну корпорацію. Безпосереднє керівництво театром здійснювала Live Nation UK, дочірня компанія ClearChannel, підконтрольна Nederlander Organization.

## Недавні й поточні постановки
- Jackie Mason: Brand New! (22 березня 1993 — 24 березня 1993), постановка: Джекі Мейсон
- «Бріолін» (15 липня 1993 — 19 жовтня 1996), постановка: Джим Джейкобс і Воррен Кейсі
- Scrooge (12 листопада 1996 — 1 лютого 1997), постановка: Леслі Брікусс
- «Красуня і чудовисько» (13 травня 1997 — 11 грудня 1999), постановка: Говард Ашман, Алан Менкен, Тім Райс і Лінда Вулвертон
- Matthew Bourne's Swan Lake (7 лютого 2000 — 11 березня 2000), постановка: Меттью Бурн
- Tango Passion (21 березня 2000 — 23 березня 2000), постановка: Гектор Зараспе
- «Собор Паризької Богоматері» (23 травня 2000 — 6 жовтня 2001), постановка: Річард Коччіанте і Люк Плеймодон
- «Бріолін» (22 жовтня 2001 — 3 листопада 2001), постановка: Джим Джейкобс і Воррен Кейсі
- We Will Rock You (14 травня 2002 — ...) постановка: «Queen» і Бен Елтон